# Croton fragilis
Pour Croton fragilis var. sericeus, Müll.Arg., 1866, voir Croton morifolius.
Espèce
Croton fragilis est une espèce de plantes à fleurs du genre Croton et de la famille des Euphorbiaceae, présente de la Colombie jusqu'au Venezuela.
Il a pour synonymes :
- Croton fragilis, Schltdl., 1853
- Croton fragilis var. genuinus, Müll.Arg., 1866
- Oxydectes fragilis, (Kunth) Kuntze
- Oxydectes schlechtendaliana, Kuntze